# Ада (округ, Айдахо)
Шаблон:StateAbbr_ 43°27′ пн. ш. 116°14′ зх. д. / 43.45° пн. ш. 116.24° зх. д.
Округ  Ада (англ. Ada County) — округ (графство) у штаті  Айдахо, США. Ідентифікатор округу 16001.

## Історія
Округ утворений 1864 року.

## Демографія
За даними перепису 
2000 року 
загальне населення округу становило 300904 осіб, зокрема міського населення було 280400, а сільського — 20504.
Серед мешканців округу чоловіків було 150893, а жінок — 150011. В окрузі було 113408 домогосподарств, 77361 родин, які мешкали в 118516 будинках.
Середній розмір родини становив 3,11.
Віковий розподіл населення подано в таблиці:
| Стать    | До 15 років | 15-21 | 22-29 | 30-39 | 40-49 | 50-65 | 65-85 | Понад 85 |
| -------- | ----------- | ----- | ----- | ----- | ----- | ----- | ----- | -------- |
| Чоловіки | 35145       | 15608 | 19528 | 25276 | 23829 | 20244 | 10229 | 1034     |
| Жінки    | 33321       | 15217 | 17964 | 23856 | 23588 | 20027 | 13604 | 2434     |

## Суміжні округи
- Бойсі — північний схід
- Елмор — схід
- Овайгі — південь
- Каньйон — захід
- Джем — північний захід

## Виноски
1. ↑  (unspecified title) — Москва: ВИНИТИ РАН, 1964. — С. 39. — 235 с.
2. ↑  US Decennial Census. US Census Bureau. Архів оригіналу за 26 квітня 2015. Процитовано 28 червня 2014.
3. ↑  Historical Census Browser. University of Virginia Library. Архів оригіналу за 11 серпня 2012. Процитовано 28 червня 2014.
4. ↑  Population of Counties by Decennial Census: 1900 to 1990. US Census Bureau. Архів оригіналу за 30 жовтня 2014. Процитовано 28 червня 2014.
5. ↑  Census 2000 PHC-T-4. Ranking Tables for Counties: 1990 and 2000 (PDF). US Census Bureau. Архів оригіналу (PDF) за 18 грудня 2014. Процитовано 28 червня 2014.
6. ↑  State & County QuickFacts. US Census Bureau. Архів оригіналу за 3 липня 2011. Процитовано 28 червня 2014. [Архівовано 2011-07-03 у Wayback Machine.](англ.) Наведено за англійською вікіпедією.
7. ↑  American FactFinder. Бюро перепису населення США. Архів оригіналу за 26 лютого 2012. Процитовано 31 січня 2008. [Архівовано 2008-05-21 у Wayback Machine.]

| США | Це незавершена стаття з географії США. Ви можете допомогти проєкту, виправивши або дописавши її. |